# Daawa
Daawa è una delle zone amministrative in cui è suddivisa la Regione dei Somali in Etiopia.

## Woreda
La zona è composta da 4 woreda:
1. Hudet
2. Moyale
3. Mubarek
4. Qada Duma